# Памятник Павлу Кирилловичу Гречихину
Памятник Павлу Кирилловичу Гречихину — памятник в Белгороде, расположенный на кольцевой развязке улицы Белгородского полка с улицами Корочанская и Волчанская. Был открыт 10 сентября 2004, перенесён в 2016. Скульптор — А. А. Шишков.

## История
Памятник был открыт 10 сентября 2004 года в Белгороде на развязке проспекта Ватутина и улицы Губкина. Над памятником работал белгородский скульптор А. А. Шишков.
Установить скульптуру мне предложил губернатор Евгений Савченко. А мэрия это дело спонсировала. Делал я его полгода. С кого лепить — не сомневался ни секунды. Нет в Белгороде человека, который не слышал бы о Павле Кирилловиче ГречихинеА. А. Шишков, 
В августе 2016, в рамках подготовки к реконструкции развязки на пересечении улиц Губкина и Ватутина, было принято решение найти новое место для установки памятника. В результате интернет-голосования было выбрано пересечение улиц: Корочанская, Волчанская, Белгородского полка. На нынешнем месте установки памятника раньше располагался пост ГАИ.

## Описание
Памятник представляет собой фигуру инспектора Павла Кирилловича Гречихина с поднятым жезлом, стоящую рядом с мотоциклом. На постаменте написан девиз: «Добрая слава лучше богатства».
Жезл инспектора неоднократно становился добычей вандалов. Власти города установили камеры видеонаблюдения возле памятника, но и это не останавливает злоумышленников.